# Prénom composé
Un prénom composé est l'ensemble de deux ou plusieurs prénoms utilisés conjointement dans l'usage quotidien pour désigner les personnes. Les prénoms composés sont souvent séparés par un trait d'union, mais parfois par une espace seulement. L'usage, en matière d’inscription sur l’acte de naissance, était de séparer les différents prénoms (simples ou composés) par une espace, rendant ainsi indiscernables les prénoms composés (sans trait d'union) des prénoms secondaires.
Désormais (depuis 2011), pour éviter cette confusion, l’état civil français impose d'insérer une virgule entre chaque prénom. S'agissant d’un prénom composé, le déclarant devra indiquer à l’officier de l’état civil s’il souhaite que les vocables le composant soient séparés par un tiret ou par un simple espace.
Les prénoms d'un prénom composé sont séparés par un tiret ou par un simple espace. Exemple : Marie-Anne et Marie Anne sont des prénoms composés // Marie, Anne sont 2 prénoms simples.

## Historique
Les noms et prénoms composés seraient venus d’Espagne dans la France de Louis XIV aux XVIIe et XVIIIe siècles.
L'usage des prénoms juxtaposés (souvent ceux du parrain et de la marraine, ou des parents et grands-parents) est apparu dans les années 1770-1780 dans les actes de baptême, l'écriture dépendant alors de l'interprétation du prêtre qui a rédigé l'acte.
L'usage du trait d'union et de la virgule étant très rare jusqu'au milieu du XXe siècle, lors du passage de l'acte de baptême (religieux) aux actes d'état civil (naissance, mariage, naissance des enfants, décès) et aux actes notariés, de nombreux prénoms composés ont été fondus en un seul par suppression de l'espace séparatrice. Par exemple beaucoup de Marie Anne sont devenus Marianne, alors que Marie-Anne restait très rare.
La normalisation orthographique des prénoms de cette époque de transition est donc sujette à discussion et les conventions diffèrent selon les organismes (Bibliothèque nationale, dictionnaires des noms propres, conventions typographiques des éditeurs…). On recommande généralement de comparer plusieurs documents officiels (y compris les autobiographies), lorsqu'ils existent, mais aussi de tenir compte, au cas par cas, de l'usage le plus fréquent, par exemple la graphie la plus fréquente utilisée en tant qu'auteur publié (bibliographie), ou dans les citations.